# Santacruz (ort)
Santacruz är en ort i Colombia.   Den ligger i departementet Nariño, i den sydvästra delen av landet, 500 km sydväst om huvudstaden Bogotá. Santacruz ligger 1 763 meter över havet och antalet invånare är 2 469.
Terrängen runt Santacruz är kuperad åt nordost, men åt sydväst är den bergig. Terrängen runt Santacruz sluttar västerut. Runt Santacruz är det ganska glesbefolkat, med 47 invånare per kvadratkilometer. Närmaste större samhälle är La Unión, 17,2 km nordost om Santacruz. Omgivningarna runt Santacruz är huvudsakligen savann.